# La Crescenta-Montrose (Kalifornija)
La Crescenta-Montrose je naseljeno područje za statističke svrhe u američkoj saveznoj državi Kalifornija. Prema popisu stanovništva iz 2010. u njemu je živjelo 19.653 stanovnika.